# Tropidion sipolisi
Tropidion sipolisi är en skalbaggsart som först beskrevs av Pierre Émile Gounelle 1909.  Tropidion sipolisi ingår i släktet Tropidion och familjen långhorningar.
Artens utbredningsområde är Paraguay. Inga underarter finns listade i Catalogue of Life.